# セスキテルペンラクトン

セスキテルペンラクトン類の構造:
A: ゲルマクラノリド類 (Germacranolides), B: ヘリアンゴリド類 (Heliangolides), C+D: グアイアノリド類 (Guaianolides), E: プソイドグアイアノリド類 (Pseudoguaianolides), F: ヒポクレテノリド類 (Hypocretenolides), G: オイデスマノリド類 (Eudesmanolides)

セスキテルペンラクトン (sesquiterpene lactone) は、化合物の一分類である。（イソプレン単位3つからなる）セスキテルペノイドであり、ラクトン環を含むことからこのように呼ばれる。 
セスキテルペンラクトンは、多くの植物に含まれ、特に放牧家畜では過剰摂取によって毒性やアレルギー反応の原因となる。適度な量であれば、本化合物群はベルノリン酸 (vernolic acid) や他の植物に含まれる化合物と共に、炎症の抑制作用や血管平滑筋の細胞構造を改善作用を示し、動脈硬化症の予防や治療の助けとなる。

## 種類
アルテミシニンはヨモギ属の植物であるクソニンジン (Artemisia annua) に含まれるセスキテルペンラクトンであり、抗マラリア活性を示す。ラクチュシン、desoxylactucin、ラクチュコピクリン、lactucin-15-oxalate, lactucopicrin-15-oxalate は最も一般的なセスキテルペンラクトンであり、レタスやホウレンソウなどの苦味の主な原因物質である。

## セスキテルペンラクトンを含む植物の例
- キク属 (Chrysanthemum)
- シロバナムシヨケギク (Pyrethrum)
- ブタクサ (Ragweed)
- オオバナノコギリソウ (Sneezeweed)
- ヤンバルヒゴタイ属 (Ironweed)[3]
- ヤマヨモギ (Sagebrush)
- ニガヨモギ (Wormwood)
- ヨモギ (Mugwort)
- ヒヨドリバナ (Boneset)[4]
- Poverty weed
- セイヨウニワトコ (Marsh elder)
- オナモミ属 (Cocklebur)
- ゴボウ (Burdock)
- カモミール (Chamomile)
- ナツシロギク (Feverfew)
- アーティチョーク
- Gailladrin
- Parthenium
- ヒマワリ
- レタス
- ホウレンソウ
- イガヤグルマギク (Yellow star thistle)
- イチョウ (Ginkgo biloba)